# Stilicho

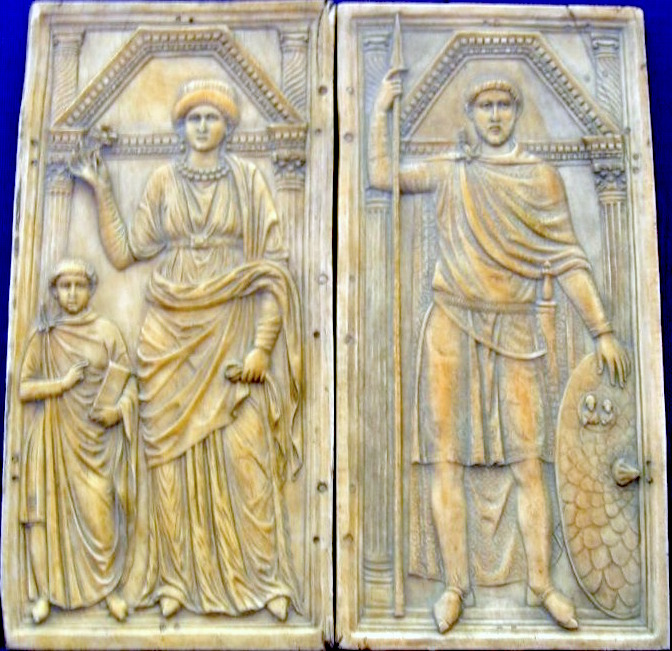
Mutmaßliche Darstellung Stilichos (rechts) mit Frau Serena und Sohn Eucherius auf einem Konsulardiptychon.

Flavius Stilicho (* um 362; † 22. August 408 in Ravenna) war ein spätantiker römischer Heermeister (magister utriusque militiae) und Politiker. Als Vormund des Kaisers Honorius und damit eigentlicher Regent des Weströmischen Reiches von 395 bis 408 gehörte er zu den zentralen Akteuren der römischen Politik um 400.

## Aufstieg
Stilicho wurde im Imperium Romanum als Sohn eines romanisierten Vandalen und einer Römerin geboren. Bereits sein Vater hatte unter Valens im römischen Heer gedient und das römische Bürgerrecht besessen; Stilicho war also ungeachtet der Herkunft seines Vaters viel eher Römer als Germane. Er trat als sehr junger Mann in das römische Heer ein und machte in verschiedenen Funktionen im (ost-)römischen Staatsdienst unter Kaiser Theodosius I. (379 bis 395) schnell Karriere, unter anderem wohl als Kommandeur der Leibgarde (comes domesticorum). Im Jahr 383 nahm er bereits an einer römischen Gesandtschaft an den Hof des persischen Großkönigs Schapur III. teil. Aufgrund seiner guten Dienste erhielt Stilicho den Titel eines comes, stieg innerhalb von zwei Jahren zum magister militum auf und kämpfte offenbar erfolgreich gegen Bastarner und rebellische westgotische Söldner. 384 durfte er Serena, die Nichte und Pflegetochter des Kaisers Theodosius, heiraten, mit der er drei Kinder hatte, Eucherius, Maria und Thermantia.
Als der weströmische Kaiser Valentinian II. 392 unter rätselhaften Umständen (wahrscheinlich Selbstmord) starb und Theodosius die Ernennung eines Nachfolgers monatelang verzögerte, ließ der magister militum per Gallias Arbogast schließlich den Hofbeamten Eugenius durch das Heer zum Augustus des Westens ausrufen. Theodosius war aber nicht bereit, den dynastiefremden Kaiser anzuerkennen, sondern führte ihm 394 ein Heer entgegen, zu dem auch ein großes Kontingent westgotischer foederati (unter Alarich?) gehörte, das Arbogast und Eugenius im September 394 in der Schlacht am Frigidus besiegte. Die Elite der weströmischen Armee wurde dabei vernichtet, ebenso viele westgotische Söldner. Stilicho gehörte während der Schlacht zu den Heermeistern des Theodosius, war aber dem dienstälteren Heermeister Flavius Timasius unterstellt.
Nach der Schlacht am Frigidus befanden sich die beiden Reichsteile faktisch zum letzten Mal  in einer Hand. Theodosius hatte den 10-jährigen Honorius bereits zuvor zum Augustus des römischen Westens ernannt und setzte nun seinen jungen, aber bewährten magister militum Stilicho zum obersten Heermeister des geschlagenen Heeres des Westreiches ein. Seine Wahl fiel wohl deshalb auf Stilicho, weil dieser ihm erstens durch Heirat verwandt war und zweitens keinerlei Verbindungen zur fränkischen Führungsschicht des Westheeres besaß. Honorius wurde an den kaiserlichen Hof nach Mediolanum (heute Mailand) geholt, wo sein Vater fortan zu residieren gedachte. Als Theodosius aber bereits Tage nach der Ankunft seines Sohnes überraschend starb, war die neue Verwaltung noch nicht konstituiert. Stilicho musste schnell handeln und die Regentschaft auch ohne Zustimmung des nunmehrigen senior Augustus und Kaisers des römischen Ostens Arcadius und dessen mächtigen praefectus praetorio Rufinus an sich nehmen, um seine Machtstellung zu stabilisieren und vielleicht auch zu verhindern, dass das Heer einen eigenen Kandidaten aufstellte. Gegenüber dem Ostreich berief er sich dabei auf Theodosius’ angeblichen letzten Willen, der ihm beide Kaiser anvertraut habe. Es ist allerdings umstritten und unwahrscheinlich, dass Theodosius wirklich Stilicho mit der Vormundschaft über beide Söhne betraute, wie Stilichos Hofdichter Claudian erstmals im Januar 396 behauptete. In der Leichenrede, in der der Bischof Ambrosius das Heer zur Treue gegen den Kindkaiser aufrief, wird Stilichos Name jedenfalls nicht genannt. Höchstwahrscheinlich war der Anspruch Stilichos, Vormund auch des erwachsenen senior Augustus in Konstantinopel zu sein, eine bloße Fiktion, die dazu dienen sollte, einen Vorrang des westlichen Kaiserhofes im Gesamtreich zu begründen.

## Regent des Westreiches
Nach Theodosius’ Tod im Januar 395 beanspruchte Stilicho also die Stellung eines Vormunds und Reichsverwesers für dessen damals knapp elfjährigen Sohn Honorius, dem nach der faktischen Reichsteilung die westliche Reichshälfte zufiel. Auch Theodosius’ Tochter Galla Placidia stand unter seiner Obhut. Von Anfang an war seine Regentschaft durch zwei Faktoren geprägt: zum einen die Rivalität zwischen den beiden Kaiserhöfen in West und Ost, zum anderen die militärische Bedrohung durch die aufständischen foederati unter Alarich und einfallende barbarische Verbände. Stilicho, der eine illegitime Stellung beanspruchte, musste zudem versuchen, seine Position zu stabilisieren.

### 395–398: Militärische Siege und Spannungen mit Konstantinopel
Nach Übernahme der faktischen Macht im Westreich sicherte Stilicho demonstrativ die römische Rheingrenze und entließ die überwiegend westgotischen Krieger, die gerade in Niedermösien standen, ohne sie angemessen zu entlohnen. Dort aber meuterten die Krieger, die sich um ihren Lohn für die Beteiligung am Sieg über Eugenius betrogen fühlten, unter ihrem Anführer Alarich, den sie vielleicht zu ihrem rex ausriefen, und wandten sich gegen ihre ehemaligen Verbündeten und Arbeitgeber. Stilicho sah sich gezwungen, seine beiden Heere gegen die aufständischen Westgoten in Mösien und Makedonien einzusetzen. Der oströmische Hof um Arcadius und Rufinus war jedoch nicht gewillt, Stilicho als Regenten auch des Ostens anzuerkennen; daher sah man es als Bedrohung an, als Stilicho im Herbst 395 im Kampf gegen Alarichs Goten, die Konstantinopel belagerten, mit den vereinigten Heeren in das zur Osthälfte gehörende Illyricum einrückte, und forderte die Rückgabe des Ostheeres und Stilichos Abzug aus Illyrien. Stilicho musste schließlich nachgeben und die oströmischen Legionen, die besten Einheiten seines Heeres, abgeben. Alarich nutzte dieses Machtvakuum und verwüstete Griechenland. Rufinus wurde, mutmaßlich im Auftrag von Stilicho, von Gainas, dem Anführer der entlassenen oströmischen Truppen, in Konstantinopel ermordet. Laut Claudian, von dem ein Schmähgedicht gegen Rufinus stammt, das er am westlichen Hof vortrug, war der Mord hingegen eine Reaktion der Truppen darauf, dass Rufinus selbst Barbaren ins Land gerufen habe. Am Hof in Konstantinopel übernahm der Kämmerereunuch Eutropius dessen Macht und Einfluss.
Nach dem Abzug der oströmischen Truppen mangelte es dem weströmischen Heer, das im Bürgerkrieg 394 einen hohen Blutzoll entrichtet hatte, an Männern. Die spätrömischen Rekrutierungsmechanismen waren nicht geeignet, schnell größere Lücken zu füllen. Stilicho musste daher verstärkt auf reichsfremde foederati setzen, um die Schlagkraft seines Heeres zu verbessern. Im folgenden Jahr führte er eine Expedition gegen aufständische Stämme am Rhein durch. Mit den Römern befreundeten Kriegergruppen (gentes), wie den bereits weitgehend christianisierten Markomannen, schloss er Bündnisverträge (foedera) und rekrutierte unter ihnen Soldaten zur Sicherung der von allen Seiten gefährdeten Grenze. 397 führte er einen zweiten Feldzug gegen die rebellischen Westgoten in Illyrien durch, ließ sie aber absichtlich (?) auf das Gebiet des Ostreiches entkommen, was Zweifel daran aufkommen ließ, ob es ihm wirklich um Unterstützung des Ostreiches ging. Arcadius und Eutropius reagierten auf die Bedrohung durch Stilicho, indem sie Alarich als magister militum von Illyrien (erneut) in die (ost-)römische Militärhierarchie aufnahmen. Gleichzeitig erklärten sie Stilicho zum Staatsfeind (hostis publicus), und Eutropius überredete den römischen Statthalter Gildo in Africa zum Abfall, vermutlich um die vom nordafrikanischen Getreide abhängige stadtrömische Bevölkerung zum Aufstand gegen Stilicho zu bewegen. Stilicho konnte den Aufstand aber 398 niederwerfen. Bei der anschließenden, erfolgreichen Vermittlung mit dem Ostreich spielte der römische Senator Symmachus eine wichtige Rolle.

### 398–401: Ruhe vor dem Sturm
Nachdem Stilicho 398/99 erfolgreich einen Angriff der Pikten auf das römische Britannien zurückgeschlagen hatte, verliefen die folgenden drei Jahre recht friedlich. In dieser Zeit erließ die Regierung des Honorius unter Stilicho etliche Gesetze, die im Codex Theodosianus verzeichnet sind. Um die römische Senatsaristokratie vor allem finanziell in den Staat zu reintegrieren, knüpfte er dabei an Traditionen der Republik an und steigerte so das Ansehen der Stadt Rom, die schon seit 312 nicht mehr Kaiserresidenz war. Die Korruption und die Macht der Hofbeamten schränkte er ein. Kastelle am Donau-Iller-Rhein-Limes wurden neu befestigt. Außerdem wurde in Rom die Ausübung von unter Honorius’ Vorgängern bereits verbotenen heidnischen Kulten geduldet. Angeblich ließ Stilicho sogar den Victoriaaltar, den Gratian 382 aus der Kurie hatte entfernen lassen, wieder aufrichten. In mehreren Provinzen dagegen wurden das Heidentum und von der römischen Kirche abweichende christliche Gruppen wie die Donatisten verfolgt. Die Initiative zu diesen Gesetzen und ihre Durchsetzung scheinen auf Stilicho zurückzugehen, der sich damit als einziger Vertreter des kaiserlichen Willens gab.
Stilicho reformierte auch die Armee, womit er versuchte, seine eigene Stellung als magister peditum in den Kommandostrukturen des Heeres formal nach und nach zu festigen. Diese Reformtätigkeit scheint um 395 begonnen zu haben und bei Stilichos Tod 408 noch nicht abgeschlossen worden zu sein.
Für das Jahr 400 wurde Stilicho in Rom zum consul ordinarius ernannt und hatte damit den Höhepunkt seines Ansehens erreicht. Sein Gegner im Ostreich, Eutropius, war 399 von Gainas gestürzt worden, was zu einer zwischenzeitlichen Wiederannäherung des Westreichs an Konstantinopel führte. Gainas scheiterte aber letztlich mit dem Versuch, am östlichen Hof eine ähnlich dominante Stellung zu erreichen wie Stilicho im Westen, und fand Ende 400 den Tod.
Stilicho strebte unterdessen danach, sich durch Einheirat in das Kaiserhaus unangreifbar zu machen. Bereits 398 verheiratete Stilicho seine noch minderjährige Tochter Maria mit Kaiser Honorius. Später, 405, im Jahr von Stilichos zweitem Consulat, sollte Eucherius dann mit Galla Placidia verlobt werden.

### 401–406: Destabilisierung von Reich und Gesellschaft
Weshalb die westgotischen foederati unter Alarich 401 Illyrien verließen und nach Italien zogen, ist nicht ganz geklärt. Janßen lehnt mit guten Gründen die These ab, sie seien von der Regierung in Konstantinopel dazu angestachelt worden. Vielmehr habe sie Eutropius’ Sturz ihres Fürsprechers in Konstantinopel beraubt, weshalb sie sich zur erneuten Meuterei gezwungen gesehen hätten. Zudem habe Gainas, der selbst gotischer Herkunft gewesen war, laut Janßen mit seinem demonstrativen Arianismus den Widerwillen der orthodoxen Konstantinopolitaner gegen die foederati geweckt. Nach seinem Sturz im Jahr 400 hätten sich diese daher bedroht gefühlt.
Stilicho sah sich jedenfalls gezwungen, in großem Umfang Truppen von den Grenzen in Gallien und Britannien abzuziehen, um Alarich in Italien entgegenzutreten. Anschließend wehrte er den Einfall in Norditalien am Ostermontag 402 in der Schlacht bei Pollentia erfolgreich ab, auch wenn Alarich mit seiner Reiterei entkommen konnte. Stilicho setzte den Flüchtenden nach und besiegte sie im Hochsommer desselben Jahres in der Schlacht bei Verona ein weiteres Mal, ließ Alarich aber wieder entkommen. Dieser ließ sich mit seinen Männern vorläufig wieder in Illyrien nieder, dessen Besitz nach wie vor zwischen dem West- und Ostreich umstritten war, was ihm Handlungsspielraum verschaffte. Der weströmische Hof siedelte derweil Ende 402 von Mediolanum ins sicherere Ravenna über. Dass Stilicho die Westgoten unbehelligt nach Noricum abziehen ließ, erweckte besonders im Ostreich Misstrauen.
In Italien hatte der Goteneinfall zu neuem Streit zwischen Christen und Heiden geführt, der sich besonders an einer Weissagung der Sibyllinischen Bücher festmachte, wonach die Feinde nur bis zu einem bestimmten Ort vordringen würden. Die Heiden sahen nun in Stilichos Sieg über die Goten die Erfüllung dieser Prophetie, was die Christen mit Sorge über eine Zunahme heidnischer Praktiken erfüllte. 404 erschütterte zudem der Streit um die sehr reiche und sehr fromme Senatorentochter Melania das Verhältnis zwischen Christen und Heiden in Rom. Die noch sehr junge, nicht geschäftsfähige Frau und ihr ebenfalls erst minderjähriger Ehemann wollten mit dem biblischen Gebot (Mt 19,21 ) ernstmachen; sie verkauften den riesigen Familienbesitz und ließen die Sklaven frei. Weil ihre Verwandten versuchten, sie mit juristischen Mitteln daran zu hindern, wandte Melania sich an Stilichos Frau Serena. Diese, eine fromme Christin, bat den Kaiser, zugunsten von Melania einzugreifen. Tatsächlich erließ Honorius in Stilichos Abwesenheit ein Dekret, das die gesetzliche Vormundschaft für das minderjährige Paar aufhob und die Abgabe des Besitzes an die Kirche erlaubte. Damit vertiefte sich eine Spaltung zwischen dem christlichen Kaiserhof und dem noch immer teilweise heidnischen Senat, der die in den vorangegangenen Jahren von Stilicho erwirkten Kompromisse zunichtemachte. In der Folge wurden nur noch Christen für Hofämter ernannt. Für Stilicho bedeutete Honorius’ eigenmächtiges Handeln, dass seine Regentschaft nicht mehr unumstritten war.
Auch außenpolitisch handelten Honorius und Serena Stilichos Absichten zuwider. 404 nahmen sie gegen Arcadius und dessen Frau Eudoxia Stellung für den in Ungnade gefallenen Erzbischof von Konstantinopel, Johannes Chrysostomos, was zur erneuten Verschlechterung des Verhältnisses zwischen West- und Ostrom führte. In diesem Zusammenhang kam auch die ungeklärte Lage in Illyrien wieder zur Sprache, denn vermutlich im selben Jahr fielen hunnische Truppen unter Uldin, dem Großvater (?) Attilas, in Thrakien ein. Stilicho fürchtete, vom Ostreich keine Unterstützung zur Sicherung der gefährdeten Grenzregion zu erhalten, und forderte auch den östlichen Teil des umstrittenen Gebiets für das Westreich. Dabei ging es wohl vor allem darum, dass diese Region eine sehr bedeutende Rolle als Rekrutierungsraum von Truppen spielte; Stilicho wollte offenbar durch die Einbeziehung dieses Raumes in das Westreich dessen Wehrkraft gegen die Alanen und andere Stämme stärken. Möglicherweise um dieses Ziel durchzusetzen, suchte er die militärische Unterstützung der Westgoten und schloss dafür 405 einen Vertrag mit Alarich, in dem er ihm Unterstützung und den Rang eines magister militum von Illyrien zusprach. Auch mit Uldin schloss er einen Vertrag. Um die Annexion des Ostens von Illyrien zu legitimieren, wies er nicht nur auf dessen angebliche Vernachlässigung durch das Ostreich hin, sondern förderte auch den kirchenpolitischen Streit um Chrysostomos, der nach Eudoxias Tod am 6. Oktober 404 eskaliert war.
Ehe es zu einer Lösung auf dem Balkan kam, fiel 405/406 überraschend ein im Kern gotischer Stammesverband, dem sich auch andere Gruppen angeschlossen hatten, unter dem Ostgoten Radagaisus in Norditalien ein. Während sich das Heer der Invasoren auf der Suche nach Beute aufsplitterte, sammelte und rekrutierte Stilicho seine Truppen, indem er erneut starke Verbände aus Gallien abzog. Im August 406 gelang es ihm mit Hilfe hunnischer Reiterei, die Goten in der Schlacht bei Faesulae vernichtend zu schlagen. 12.000 der geschlagenen Krieger wurden der römischen Armee einverleibt, die übrigen in die Sklaverei verkauft, was den Preis für Sklaven kurzfristig erheblich fallen ließ. Für diesen Sieg feierte Honorius den vorletzten je in Rom abgehaltenen Triumph.
Ähnlich wie nach dem Sieg über Alarich vier Jahre zuvor wurde auch dieser Sieg religiös gedeutet. Wie damals erbaten heidnische Senatoren Einsicht in die Sibyllinischen Bücher, die Stilicho ihnen nun, da der Kaiser sich so deutlich auf die Seite der Christen gestellt hatte, jedoch verweigerte. Stattdessen ließ er sie als dem Christentum feindlich verbrennen. Zur Finanzierung der Kriege ließ er Götterstatuen und die letzten verbliebenen Tempelschätze einschmelzen. Das trug ihm den Hass vieler römischer Senatoren ein. Den Christen dagegen erschien Stilicho als Werkzeug des göttlichen Beistandes für den Kaiser.

## Niedergang und Sturz
Den wenige Monate später stattfindenden Einfall mehrerer großer germanischer Kriegergruppen an der entblößten römischen Rheingrenze in der Neujahrsnacht 406/407 konnte Stilicho nicht verhindern. Um Gallien zu halten, musste er Truppen aus anderen Regionen abziehen, was aber kaum möglich war. Ende 406 oder Anfang 407 erhoben die Legionen in Britannien den Gegenkaiser Konstantin (III.). Dieser überquerte den Ärmelkanal und setzte sich in Gallien fest, wo sich ihm übrig gebliebene römische Truppen anschlossen, die sich von Stilicho im Stich gelassen fühlten. Es gelang ihm ein Sieg über germanische Invasoren und die Reorganisation der Rheingrenze, die offizielle Anerkennung als Mitkaiser durch Honorius blieb ihm aber versagt. Stattdessen sandte der Kaiser Stilicho, der sich gerade auf die Invasion Illyriens vorbereitet hatte und Alarich bereits angreifen ließ, nach Gallien. Doch ihm und seinem Feldherrn Sarus gelang es im Herbst 407 nicht, Konstantin davon abzuhalten, das bis dahin loyal zu Honorius stehende Hispanien durch seinen Heermeister Gerontius zu attackieren. Angesichts der Notlage brach man den Bürgerkrieg gegen Ostrom ab und versöhnte sich mit Arcadius.
Zwischen 404 und 407 war Stilichos älteste Tochter Maria, die mit Honorius verheiratet gewesen war, kinderlos gestorben. Serena drängte auf eine neue Ehe des Kaisers mit der jüngeren Tochter Thermantia, wohl auch um die Gerüchte, dass Honorius dank eines von seinen Schwiegereltern verabreichten Gifts impotent geworden sei, zu widerlegen. Vor allem aber ging es Stilicho fraglos darum, durch die Verbindung mit dem Kaiserhaus seine eigene Stellung abzusichern. Dass Stilicho trotz des Wunsches des Kaisers versuchte, die Hochzeit aufzuschieben, deutet möglicherweise auf die Absicht hin, seinen Sohn Eucherius auf den Thron zu heben. Dagegen spricht, dass Stilicho seinem Sohn zu keinerlei höheren Ämtern verholfen hatte und auch dessen Heirat mit Galla Placidia nicht förderte, obwohl beide längst das heiratsfähige Alter erreicht hatten.
Im Frühjahr 408 erhoben sich die föderierten westgotischen Krieger erneut, da sie sich nach dem Abbruch des Angriffs auf den Osten von Stilicho im Stich gelassen fühlten. Alarich verzichtete jedoch darauf, den Vertrag durch Vorrücken auf italisches Gebiet offen zu brechen, sondern schickte einen Boten zu Stilicho, um den ausbleibenden Sold, der ihm für den Einfall ins zum Ostreich gehörige Epirus versprochen worden war, zu erpressen. In dieser Situation überzeugte Stilicho den Senat (angeblich unter Androhung von Gewalt), Alarich die entsprechenden Gelder zur Verfügung zu stellen, um die gotischen Krieger nun statt gegen Arcadius gegen Konstantin (III.) einsetzen zu können.
Kaum hatte Stilicho diese Frage – an Honorius und Serena vorbei – geklärt, als die Botschaft von Arcadius’ Tod eintraf. Die nur mit Schwierigkeiten aufrechterhaltene Stabilität des Reiches war erneut in Gefahr. Honorius, als nunmehr dienstältester Kaiser für seinen Kollegen verantwortlich, wollte zunächst selbst nach Konstantinopel reisen, um die Nachfolge seines erst siebenjährigen Neffen Theodosius II. zu beaufsichtigen und seine Vormundschaft zu übernehmen. Stilicho hingegen verwies darauf, dass der Kaiser angesichts der gefährlichen Lage im Westen gebraucht werde, und konnte sich zunächst durchsetzen: Im August 408 begab Stilicho sich zu den Truppen in Ticinum, um sich selbst auf die Reise nach Konstantinopel vorzubereiten. Alarich wurde von ihm damit beauftragt, den Feldzug gegen den Gegenkaiser Konstantin (III.) in Gallien zu unterstützen. Am 13. August 408 traf Honorius ebenfalls in Ticinum ein, angeblich um den Truppen Mut für den Feldzug gegen Konstantin (III.) zuzusprechen. Dabei kam es, wohl angeregt von durch Olympius ausgestreute Gerüchte über einen angeblich von Stilicho geplanten Staatsstreich, zu einer Meuterei, bei der fast alle anwesenden hohen Amtsträger aus dem Umfeld Stilichos umgebracht wurden. Stilicho erhielt vom weströmischen Kaiserhof keine Unterstützung, entweder weil Honorius den Gerüchten glaubte, die Stilicho des Paktierens mit dem Westgoten Alarich und damit des Hochverrats verdächtigten, oder weil er sie selbst hatte ausstreuen lassen. Man fürchtete am Hof angeblich, Stilicho erstrebe für seinen Sohn, den mit der Kaisertochter und -schwester Galla Placidia verlobten Eucherius, die Kaiserkrone des Ostreiches. Hintergrund des Geschehens war offenbar der Umstand, dass der westliche Hof, der 13 Jahre lang die Dominanz Stilichos ertragen hatte, glaubte, den mächtigen Heermeister nun, da Honorius selbst der senior Augustus im Gesamtreich war, nicht mehr zu benötigen: Der Anspruch Stilichos, Vormund auch des Ostkaisers zu sein, war mit dem Tod des Arcadius wertlos geworden.
Stilicho und Eucherius zogen sich nach Ravenna zurück und suchten Asyl in einer Kirche. Doch Soldaten, die ihn in Honorius’ Auftrag festnehmen sollten, folgten ihm und seinem Sohn. Während es Eucherius gelang, vorerst zu entkommen, wurde Stilicho am 22. August 408 durch Heraclianus das Todesurteil vorgetragen und sofort vollstreckt.
In der Folge kam es zu wilden Ausschreitungen gegen Stilichos Anhänger, die sich bis Anfang 409 hinzogen und denen viele germanische Söldner und deren in Italien lebende Familien zum Opfer fielen. Auch Eucherius wurde umgebracht. Über die Hintergründe dieser Tat geben die Quellen wenig Aufschluss. Zosimos stellt den Höfling Olympius als treibende Kraft und Profiteur sowohl des Massakers als auch der Verleumdung des Stilicho dar. Dass Olympius eine wichtige Rolle spielte, ist in der Tat wahrscheinlich. Es werden aber außer Stilichos Mörder Heraclianus auch weitere Offiziere und Hofbeamte beteiligt gewesen sein. Stilichos Gefolgsmann Flavius Constantius rächte den Heermeister später, indem er 410 zunächst Olympius totprügeln und 413 dann auch Heraclianus töten ließ.
Serena, die sich zum Zeitpunkt des Mordes an ihrem Mann in Rom befand, wurde während der Belagerung der Stadt durch die Westgoten Ende 408 als eines der letzten Opfer vom römischen Senat wegen Hochverrats zum Tode verurteilt.
Das Gemetzel an den germanischen foederati hatte zur Folge, dass viele von ihnen zu den Westgoten überliefen. Das foedus, das diese mit Stilicho geschlossen hatten, wurde für nichtig erklärt, sodass Alarich nicht gegen Konstantin (III.) zog, sondern in das nach Stilichos Tod militärisch geschwächte Italien einfiel und 410 schließlich Rom plünderte.

## Beurteilung
Stilichos Beurteilung durch Zeitgenossen ist zwiespältig. Der Senator Symmachus und der Hofdichter Claudian priesen Stilicho zu seinen Lebzeiten als denjenigen, der die niederliegende römische Zivilisation gerettet und wiederhergestellt habe. Beide erlebten jedoch vermutlich Stilichos Niedergang nach 404 nicht mehr. Nach seinem Fall dagegen folgten die römischen Historiker und Schriftsteller überwiegend den Gerüchten über seinen angeblichen Verrat. Nun wurde die germanische Herkunft seines Vaters betont, um Stilicho als Barbar zu verunglimpfen. Da er sich mit einer vorwiegend gotischen Leibwache zu umgeben pflegte, war der Vorwurf, dass er sich der Westgoten zur Sicherung seiner Machtposition bediente und nur zu diesem Zweck Verträge mit Alarich geschlossen habe, weitverbreitet. Der Zeitgenosse Orosius, ein christlicher Priester, nahm auch an, dass Stilicho seinen Sohn zum Kaiser machen wollte, und hielt ihn  für einen Christenverfolger. Auch heidnische Historiker beurteilten Stilicho nach seinem Sturz sehr negativ. So bezeichnete ihn Rutilius Namatianus, ein Symmachus nahestehender Beamter am kaiserlichen Hof, 416 als eigentlichen weströmischen Herrscher, nannte ihn aber mit Berufung auf die Verbrennung der Sibyllinischen Bücher einen Verräter am römischen Volk und an dessen (heidnischen) Traditionen.
Sozomenos, der eine Generation später lebte, widmete ihm in seiner Kirchengeschichte nur einen kurzen Abschnitt, in dem er ihn des Hochverrats mit Alarich anklagte. Zosimos, die ausführlichste Quelle, bezichtigte in seiner fast hundert Jahre später verfassten Neuen Geschichte Stilicho (und Rufinus) einerseits, sich auf Kosten der Einwohner bereichert und über die Köpfe der jungen Kaiser hinweg regiert zu haben. Auf der anderen Seite würdigte er Stilichos Leistung und schrieb ihm selbstloses Wirken zugunsten des Reiches zu. Die Ansicht, dass Stilicho einen Staatsstreich beabsichtigte, teilte er nicht.
Wurde Stilicho damals oft eher negativ gesehen, überwiegt heute die Ansicht, es habe sich bei ihm um einen loyalen Diener von Kaiser und Reich gehandelt. Andere Forscher halten die Frage, ob der Heermeister nun ein „Barbar“ oder ein „Diener Roms“ gewesen sei, für ohnehin falsch gestellt und sehen in Stilicho schlicht einen machthungrigen Militär, der darum bemüht war, seine letztlich prekäre und illegitime Stellung durch Erfolge und eine Anknüpfung an die Dynastie abzusichern. Sein Tod stellte für das Weströmische Reich in militärischer Hinsicht in jedem Fall einen herben Verlust dar. Stilicho hatte das Amt des Heermeisters politisch derart aufgewertet, dass fortan die weströmischen Heermeister am Kaiserhof in Ravenna eine zentrale Rolle spielten und somit die jeweilige Besetzung dieses Postens entscheidend für die kaiserliche Politik war. Zwei Jahre lang versuchte der Hof zu verhindern, dass ein anderer General die Lücke ausfüllen konnte, die Stilicho hinterlassen hatte, doch 410 begab man sich angesichts schwerer militärischer Rückschläge notgedrungen wieder in die Hand eines mächtigen Heerführers: Stilichos einstiger Gefolgsmann Flavius Constantius stieg binnen kurzer Zeit zum eigentlichen Machthaber des Westens auf und erzwang zuletzt sogar seine Kaisererhebung.